# 布氏薑片蟲
布氏薑片蟲，簡稱薑片蟲，是一種外觀極像薄切薑片的中、大型寄生蟲。為完成一代生活，这种虫必須在環境適當的淡水螺體內發育，再以常見的水生植物作第二輪的寄生，最後可感染人和豬隻，並寄生在小腸、產下子代。

## 形態
成蟲雌雄同體，尺寸介於長3至7公分、寬1至2公分，厚度僅約1-3毫米，體型寬扁似薑的斜切薄片，但顏色肉紅，蟲體一端具有口吸盤和大五倍的腹吸盤，其腸管在兩個吸盤之間分叉後延蟲體兩側伸至尾端，蟲體後半幾乎由高度分支的睪丸佈滿，卵巢約呈鴿蛋形並有向外少許的分支，由此至腹吸盤之間盤繞著子宮，產下之卵色澤淡黃，具有卵蓋，尺寸約莫長135微米、寬85微米。

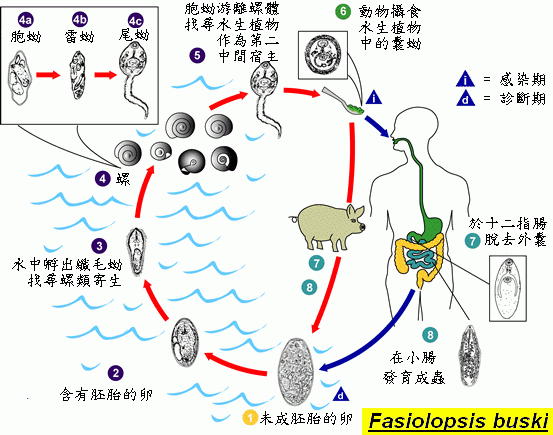
布氏薑片蟲的生活史

## 生活史
由於蟲卵相對於第一中間宿主而言很大，一般螺類無法攝食，因此蟲卵必須先在溫暖的水中，經過三週孵化成纖毛幼蟲、破除卵蓋才能鑽入並感染扁捲螺，再依序發育成胞狀幼蟲、雷氏幼蟲、尾動幼蟲，耗時約一個半月，隨後離開螺體，再游至菱角、荸薺、茭白筍等水生植物第二中間宿主附著，分泌出成囊物質並脫去尾巴發育成囊狀幼蟲，藉由外囊的包裹，增加對環境的抵抗能力，有時這些囊狀幼蟲的形成可以不依附在任何物體，而直接漂浮在水面，隨人、飼養豬和野豬攝取這些受感染的植物或飲用生水，囊蚴便可借助消化道分泌物分解外囊，並吸附在黏膜上，經歷1至3個月便可發育成蟲並產下後代，完成一個世代的循環，因此豬和人類都是薑片蟲的最終宿主。

## 流行病學
薑片蟲的幼蟲所需環境要求較高，不僅溫度必須溫暖，且無法在乾燥狀態下存活很久，因此地理上的受到侷限，多成點狀分布，連發育時間也受到限制，大約在夏天開始以後幼蟲才從螺體內鑽出，因此感染症多發生在北半球下半年。主要分布在中國和東南亞各國，僅中國大陸地區及台灣已知的第一中間宿主便有四、五種，因此防治上不易根絕，而盛行地區居民多有生飲、生食的習慣，加上環境衛生政策不良，導致排泄物污染環境，增加感染的風險。

## 臨床、診斷和治療
由於布氏薑片蟲主要寄生在小腸，數量多時可達上千隻，甚至可能擴散至胃和大腸，一般而言，人體寄生中的薑片蟲約僅有數十條吸附在腸黏膜上，以血液維生，因此患者會有腹痛、便秘、腹瀉、貧血的情況交替發生，而大多數腸道吸蟲症患者幾乎不會出現顯著的症狀。為了和細菌性腸炎、阿米巴原蟲感染作區分，必須借重糞便中的蟲卵檢驗，或是排出、吐出的成蟲來鑑定，對於同樣是大型的片狀牛羊肝吸蟲，從睪丸的形狀、兩個吸盤的比例、頭錐的形態都可以做區分。確診後可使用藥物吡喹酮治療，一般效果良好，另外也有學者建議使用其他新型藥物。

## 外部連結
- 寄生蟲學-Nematoda(線蟲)-Fasciolopsis buski(薑片蟲) （页面存档备份，存于）